# Le Cendre

Le Cendre este o comună în departamentul Puy-de-Dôme, Franța. În 1 ianuarie 2022 avea o populație de 5.455 de locuitori.